# Abu Dhabis Grand Prix 2011
Abu Dhabis Grand Prix 2011, officiellt 2011 Formula 1 Etihad Airways Abu Dhabi Grand Prix, var en Formel 1-tävling som hölls den 13 november 2011 på Yas Marina Circuit i Abu Dhabi, Förenade Arabemiraten. Det var den artonde tävlingen av Formel 1-säsongen 2011 och kördes över 55 varv. Vinnare av loppet blev Lewis Hamilton för McLaren, tvåa blev Fernando Alonso för Ferrari, och trea blev Jenson Button för McLaren.

## Kvalet
| KR. | Nr | Förare             | Konstruktör          | Q1        | Q2       | Q3        | Grid |
| --- | -- | ------------------ | -------------------- | --------- | -------- | --------- | ---- |
| 1   | 1  | Sebastian Vettel   | Red Bull-Renault     | 1.40,478  | 1.38,516 | 1.38,481  | 1    |
| 2   | 3  | Lewis Hamilton     | McLaren-Mercedes     | 1.39,782  | 1.38,434 | 1.38,622  | 2    |
| 3   | 4  | Jenson Button      | McLaren-Mercedes     | 1.40,227  | 1.39,097 | 1.38,631  | 3    |
| 4   | 2  | Mark Webber        | Red Bull-Renault     | 1.40,167  | 1.38,821 | 1.38,858  | 4    |
| 5   | 5  | Fernando Alonso    | Ferrari              | 1.41,380  | 1.39,058 | 1.39,058  | 5    |
| 6   | 6  | Felipe Massa       | Ferrari              | 1.41,592  | 1.39,623 | 1.39,695  | 6    |
| 7   | 8  | Nico Rosberg       | Mercedes             | 1.41,120  | 1.39,420 | 1.39,773  | 7    |
| 8   | 7  | Michael Schumacher | Mercedes             | 1.42,605  | 1.40,554 | 1.40,662  | 8    |
| 9   | 14 | Adrian Sutil       | Force India-Mercedes | 1.40,595  | 1.40,205 | 1.40,768  | 9    |
| 10  | 15 | Paul di Resta      | Force India-Mercedes | 1.41,064  | 1.40,414 | Ingen tid | 10   |
| 11  | 17 | Sergio Pérez       | Sauber-Ferrari       | 1.41,311  | 1.40,874 |           | 11   |
| 12  | 10 | Vitalij Petrov     | Renault              | 1.40,955  | 1.40,919 |           | 12   |
| 13  | 18 | Sébastien Buemi    | Toro Rosso-Ferrari   | 1.41,737  | 1.41,009 |           | 13   |
| 14  | 9  | Bruno Senna        | Renault              | 1.41,391  | 1.41,079 |           | 14   |
| 15  | 19 | Jaime Alguersuari  | Toro Rosso-Ferrari   | 1.41,386  | 1.41,162 |           | 15   |
| 16  | 16 | Kamui Kobayashi    | Sauber-Ferrari       | 1.41,613  | 1.41,240 |           | 16   |
| 17  | 12 | Pastor Maldonado   | Williams-Cosworth    | 1.42,258  | 1.41,760 |           | 231  |
| 18  | 20 | Heikki Kovalainen  | Lotus-Renault        | 1.42,979  |          |           | 17   |
| 19  | 21 | Jarno Trulli       | Lotus-Renault        | 1.43,884  |          |           | 18   |
| 20  | 24 | Timo Glock         | Virgin-Cosworth      | 1.44,515  |          |           | 19   |
| 21  | 22 | Daniel Ricciardo   | HRT-Cosworth         | 1.44,641  |          |           | 20   |
| 22  | 25 | Jérôme d'Ambrosio  | Virgin-Cosworth      | 1.44,699  |          |           | 21   |
| 23  | 23 | Vitantonio Liuzzi  | HRT-Cosworth         | 1.45,159  |          |           | 22   |
| 24  | 11 | Rubens Barrichello | Williams-Cosworth    | Ingen tid |          |           | 242  |

| Vidare från första kvalrundan ▬▬ Vidare från andra kvalrundan ▬▬ |

Noteringar:
- ^1  — Pastor Maldonado fick tio platsers nedflyttning för ett otillåtet motorbyte.[1]

## Loppet

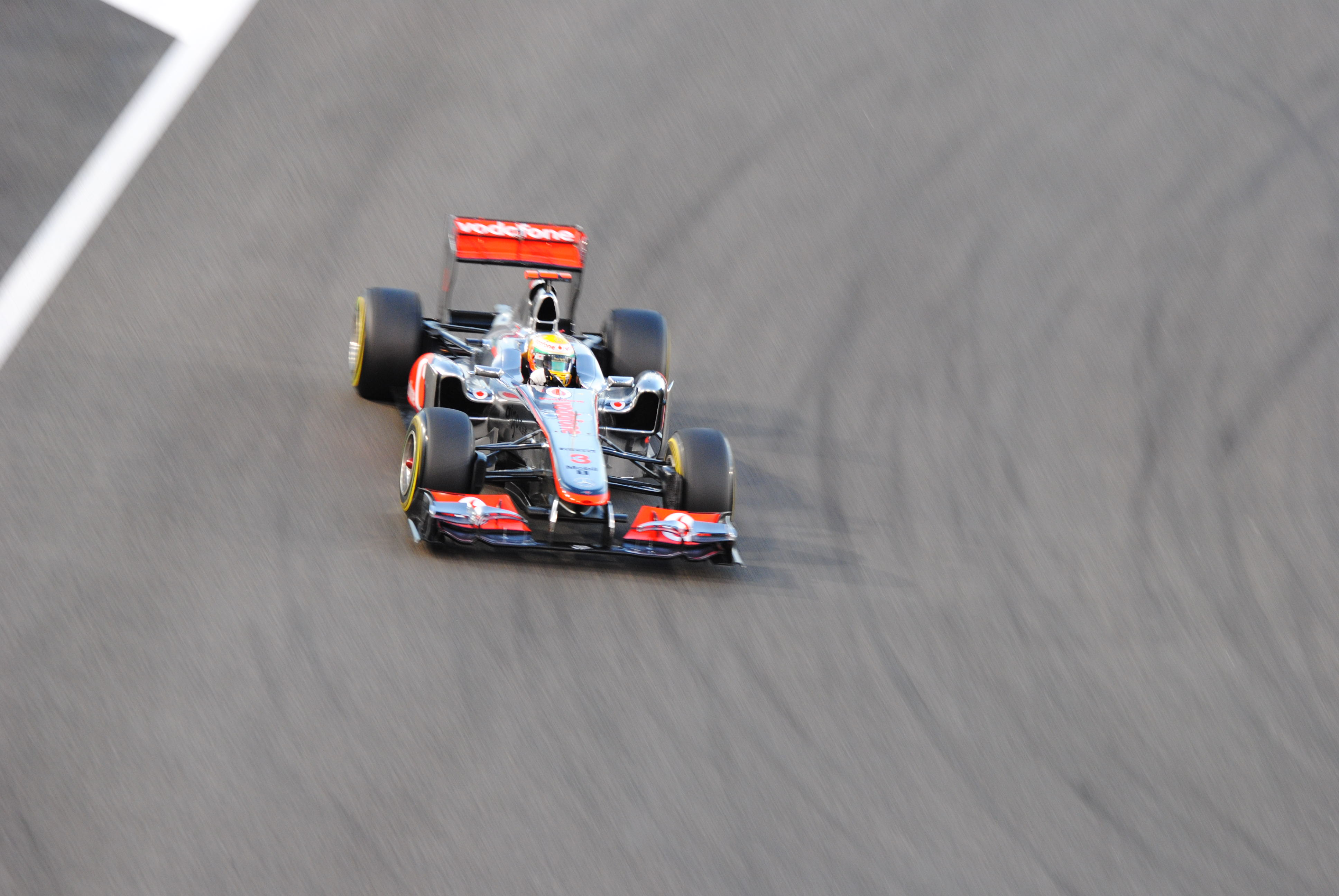
Lewis Hamilton vann loppet.

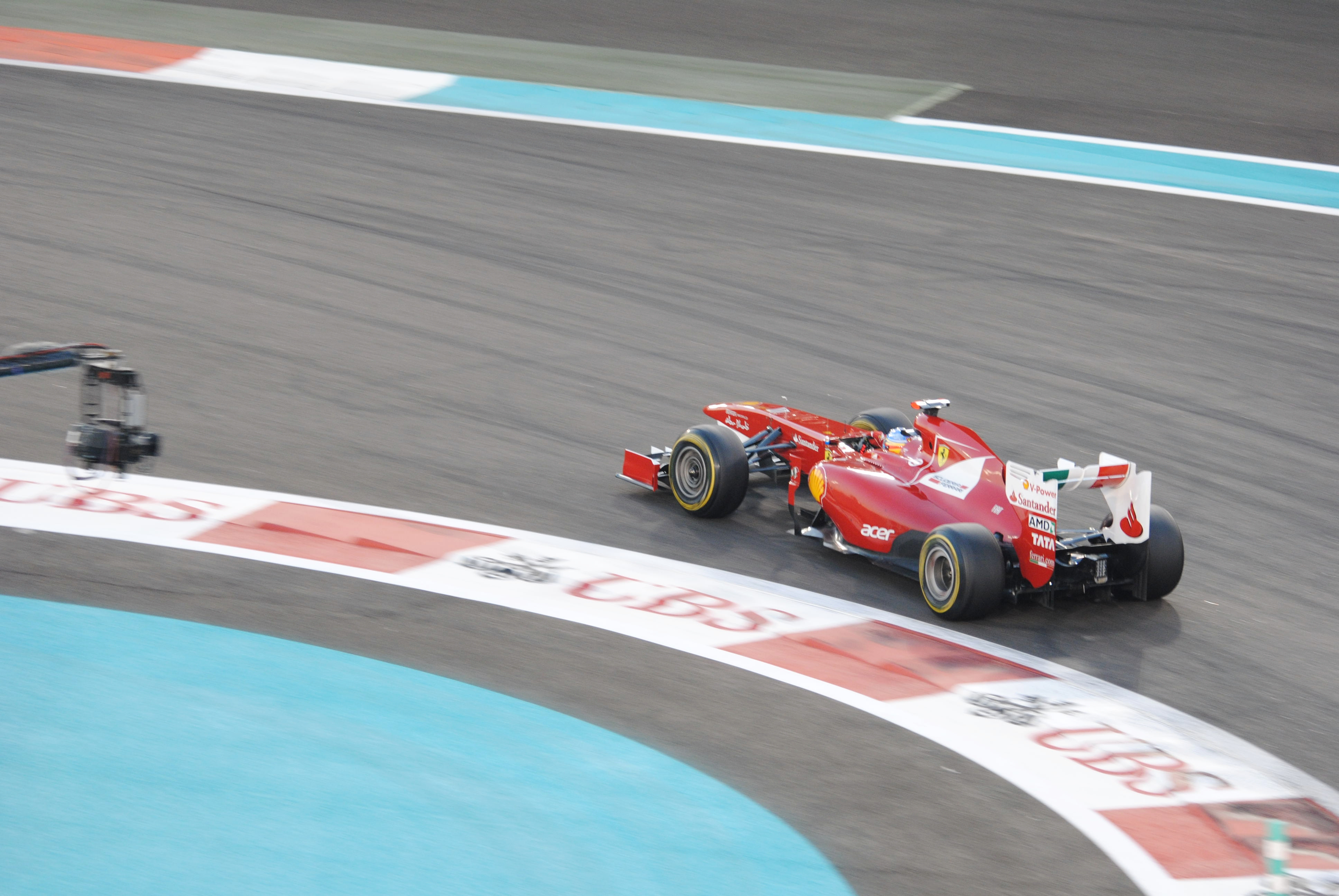
Fernando Alonso gick i mål på andra plats.

| Pos. | Nr | Förare             | Konstruktör          | Varv | Tid         | Grid | P  |
| ---- | -- | ------------------ | -------------------- | ---- | ----------- | ---- | -- |
| 1    | 3  | Lewis Hamilton     | McLaren-Mercedes     | 55   | 1:37.11,886 | 2    | 25 |
| 2    | 5  | Fernando Alonso    | Ferrari              | 55   | +8,457      | 5    | 18 |
| 3    | 4  | Jenson Button      | McLaren-Mercedes     | 55   | +25,871     | 3    | 15 |
| 4    | 2  | Mark Webber        | Red Bull-Renault     | 55   | +35,784     | 4    | 12 |
| 5    | 6  | Felipe Massa       | Ferrari              | 55   | +50,578     | 6    | 10 |
| 6    | 8  | Nico Rosberg       | Mercedes             | 55   | +52,317     | 7    | 8  |
| 7    | 7  | Michael Schumacher | Mercedes             | 55   | +1.15,964   | 8    | 6  |
| 8    | 14 | Adrian Sutil       | Force India-Mercedes | 55   | +1.17,122   | 9    | 4  |
| 9    | 15 | Paul di Resta      | Force India-Mercedes | 55   | +1.41,087   | 10   | 2  |
| 10   | 16 | Kamui Kobayashi    | Sauber-Ferrari       | 54   | +1 varv     | 16   | 1  |
| 11   | 17 | Sergio Pérez       | Sauber-Ferrari       | 54   | +1 varv     | 11   |    |
| 12   | 11 | Rubens Barrichello | Williams-Cosworth    | 54   | +1 varv     | 24   |    |
| 13   | 10 | Vitalij Petrov     | Renault              | 54   | +1 varv     | 12   |    |
| 14   | 12 | Pastor Maldonado   | Williams-Cosworth    | 54   | +1 varv1    | 23   |    |
| 15   | 19 | Jaime Alguersuari  | Toro Rosso-Ferrari   | 54   | +1 varv2    | 15   |    |
| 16   | 9  | Bruno Senna        | Renault              | 54   | +1 varv     | 14   |    |
| 17   | 20 | Heikki Kovalainen  | Lotus-Renault        | 54   | +1 varv     | 17   |    |
| 18   | 21 | Jarno Trulli       | Lotus-Renault        | 53   | +2 varv     | 18   |    |
| 19   | 24 | Timo Glock         | Virgin-Cosworth      | 53   | +2 varv     | 19   |    |
| 20   | 23 | Vitantonio Liuzzi  | HRT-Cosworth         | 53   | +2 varv     | 22   |    |
| Ret  | 22 | Daniel Ricciardo   | HRT-Cosworth         | 47   | Generator   | 20   |    |
| Ret  | 18 | Sébastien Buemi    | Toro Rosso-Ferrari   | 18   | Hydraulik   | 13   |    |
| Ret  | 25 | Jérôme d'Ambrosio  | Virgin-Cosworth      | 17   | Bromsar     | 21   |    |
| Ret  | 1  | Sebastian Vettel   | Red Bull-Renault     | 1    | Punktering  | 1    |    |

| Förare och stall som tog poäng ▬▬ |

Noteringar:
- ^1  — Pastor Maldonado fick 30 sekunders tidstillägg för att ha ignorerat blå flagg.[2]
- ^2  — Jaime Alguersuari fick 30 sekunders tidstillägg för att ha ignorerat blå flagg.[2]

## Ställning efter loppet
|   | Pos. | Förare           | Poäng |
| - | ---- | ---------------- | ----- |
| ▬ | 1    | Sebastian Vettel | 374   |
| ▬ | 2    | Jenson Button    | 255   |
| ▬ | 3    | Fernando Alonso  | 245   |
| ▬ | 4    | Mark Webber      | 233   |
| ▬ | 5    | Lewis Hamilton   | 227   |

|   | Pos. | Konstruktör      | Poäng |
| - | ---- | ---------------- | ----- |
| ▬ | 1    | Red Bull-Renault | 607   |
| ▬ | 2    | McLaren-Mercedes | 482   |
| ▬ | 3    | Ferrari          | 353   |
| ▬ | 4    | Mercedes         | 159   |
| ▬ | 5    | Renault          | 72    |

- Notering: Endast de fem bästa placeringarna i vardera mästerskap finns med på listorna.